# Mystacella frioensis
Mystacella frioensis là một loài ruồi trong họ Tachinidae.